# Вудс (округ)
Округ Вудс  — округ в штате Оклахома, США. Население округа на 2000 год составляло 9 089 человек. Административный центр округа — город Алва.

## География
Округ имеет общую площадь 3341 км², из которых 3332 км² приходится на сушу и 9 км² (0,27 %) на воду.

### Основные автомагистрали
- Автомагистраль 64
- Автомагистраль 281

### Соседние округа
- Команче, Канзас (север)
- Барбер, Канзас (северо-восток)
- Алфалфа (восток)
- Мейджор (юг)
- Вудуард (юго-запад)
- Харпер (запад)

### Населённые пункты
| - Алва - Авард - Капрон | - Дакома - Фридом - Уэйнока |